# Chinois de Malaisie
On appelle « Chinois de Malaisie », en malaisien « Orang Cina Malaysia », un Malaisien d’origine chinoise. On utilise également l'expression « Sino-Malaisien ». La plupart d’entre eux sont les descendants des Chinois qui sont arrivés entre le XVe siècle et le milieu du XXe siècle. En Malaisie, ils sont appelés des « Chinois » dans toutes les langues. Le terme « sino-malaisien » est souvent utilisé pour faire référence à cette communauté.

## Démographie
Un premier recensement des groupes ethniques en Malaisie britannique en 1835 par les Britanniques, a montré que les Chinois constituaient 8 % de la population, concentrés dans les Établissements des détroits (Penang, Melaka et Singapour), tandis que les Malais et les Indiens formaient respectivement 88 % et 4 % de la population. La population de Malaisie britannique a connu une augmentation rapide pendant le XIXe siècle et le XXe siècle, bien que les immigrants Chinois soient majoritairement masculins. Dès 1921, la population de la Malaisie britannique avait atteint presque 3 millions d’habitants, et les Chinois constituaient 30 % de la population pendant que les Malais en constituaient 54,7 %, (les Indiens formant le reste). Bien que la plupart des Chinois soient de passage, et beaucoup d’entre eux sont rentrés en Chine, 29 % de la population chinoise était né sur le territoire malaisien, dont la plupart des progénitures étaient issues de la première génération des immigrants. Le gouvernement britannique commençait alors à imposer des limitations sur la migration dans les années 1930, mais le nombre de Chinois et de Malais continuait à se rapprocher même après la Seconde Guerre mondiale. Le recensement de 1947 indiquait que les Malais constituaient 49,5 % de la population, comparé aux Chinois à 38,4 % sur 4,9 millions d’habitants. À cette époque, il était normal de parler de « Chinois » et non de « Sino-Malaisien » (de même pour les Indiens) car avant 1957 (l’indépendance de la Malaisie), seuls les Malais détenaient la nationalité malaisienne.
Le nombre de Chinois (connus dorénavant sous l'appellation de Sino-Malaisiens) ne cesse d’augmenter, de 2 667 452 personnes en 1957 à 5 365 846 en l’an 2000, formaient ainsi 26 % de la population totale.

### Les États avec une présence importante de Sino-Malaisiens
À compter de 2008, la majorité de Sino-Malaisiens est fortement concentrée sur la côte occidentale de Malaisie péninsulaire avec un pourcentage considérable (au moins 30 %) dans les États (État et territoire fédéral confondu) de Penang, Perak, Selangor, Kuala Lumpur et Johor.
Les régions avec une population considérable de Sino-Malaisiens (au moins 40 %) pour chaque État sont :
Kuala Lumpur
Kepong, Cheras, Bukit Bintang, Old Kelang Road, Sri Petaling, Pudu, Segambut.
Selangor
Subang Jaya/USJ, Puchong, SS2, Petaling Jaya, Damansara Jaya/Utama, Bandar Utama, Serdang, Port Kelang.
| Année | Nombre d’habitants | Malais | Pourcentage | Sino-Malaisien | Pourcentage |
| ----- | ------------------ | ------ | ----------- | -------------- | ----------- |
| 1891  | 81 592             | 23 750 | 29,1 %      | 50 844         | 62,3 %      |

Penang
Penang (l’île), Bukit Mertajam.
| Année | Nombre d’habitants | Malais  | Pourcentage | Sino-Malaisien | Pourcentage |
| ----- | ------------------ | ------- | ----------- | -------------- | ----------- |
| 1812  | 26 107             | 9 854   | 37,7 %      | 7 558          | 28,9 %      |
| 1820  | 35 035             | 14 080  | 40,2 %      | 8 595          | 24,5 %      |
| 1860  | 124 772            | 71 723  | 57,4 %      | 36 222         | 29,0 %      |
| 1891  | 232 003            | 92 681  | 39,9 %      | 86 988         | 37,5 %      |
| 1970  | 775 000            | 247 000 | 30,6 %      | 436 000        | 56,3 %      |
| 1990  | 1 150 000          | 399 200 | 34,5 %      | 607 400        | 52,9 %      |
| 2005  | 1 511 000          | 624 000 | 41,3 %      | 650 000        | 43 %        |

Perak
Ipoh, Taiping, Batu Gajah, Sitiawan.
| Année | Nombre d’habitants | Malais | Pourcentage | Sino-Malaisien | Pourcentage |
| ----- | ------------------ | ------ | ----------- | -------------- | ----------- |
| 1891  |                    |        |             | 94 345         | 44,0 %      |
| 1901  | 329 665            |        |             | 150 239        | 45,6 %      |

Johor
Johor Bahru, Kulaijaya, Kluang, Batu Pahat, Muar, Segamat, Ledang, Pontian.

### Les États avec une présence moyenne de Sino-Malaisiens
Ce sont les États où les Sino-Malaisiens forment une minorité considérable (10 % à 29,9 %) tels que Melaka, Negeri Sembilan, Pahang, Sarawak et Sabah.
Les régions à forte concentration de Sino-Malaisiens (au moins 40 %) pour chaque état sont :
Malacca
Bandar Melaka.
Negeri Sembilan
Seremban, Rasah.
Pahang
Bentong, Raub, Mentakab, Kuantan.
Sarawak
Kuching, Sibu, Bintulu, Miri, Sarikei, Sri Aman, Marudi, Lawas, Mukah, Limbang, Kapit, Serian, Bau.
Sabah
Kota Kinabalu et Sandakan. Tawau, Kudat et certaines régions dans le Sud (notamment Beaufort et Keningau) ont de petites communautés de Sino-Malaisiens mais considérables.

## Langues
Des statistiques gouvernementales en 2000 classent l’affiliation de dialecte des Sino-Malaisiens en Malaisie :
| Dialecte         | Nombre de locuteurs |
| ---------------- | ------------------- |
| Hokkien (Minnan) | 1 848 211           |
| Hakka            | 1 679 027           |
| Cantonais        | 1 355 541           |
| Teochew          | 974 573             |
| Mandarin         | 958 467             |
| Hainanais        | 380,781             |
| Min Bei          | 373,337             |
| Foochow          | 249 413             |

Malgré des origines différentes, les mariages entre groupes linguistiques variés et influences régionales font que certaines régions ont chacune leur propre lingua franca de facto afin de faciliter la communication entre les différents dialectes chinois locaux.
De plus, les jeunes générations ont généralement perdu la maîtrise de leur propre sous-dialecte (ex. hainanais, hing hua) et préfèrent plutôt parler le dialecte chinois lingua franca dans chaque region.

### Hokkien
Les Sino-Malaisiens de la partie nord de la Malaisie péninsulaire Penang, Kedah, Perlis, Taiping et sur la côte occidentale parlent principalement le hokkien de Penang.
Kelang et Malacca parlent principalement le dialecte Hokkien avec une variante de sud qui ressemble beaucoup à l’hokkien parlé à Singapour.
À Sibu et Sitiawan, Fuzhou est couramment parlé mais il n’est pas la lingua franca.

### Hakka
Hakka, particulièrement la variante Huiyang (惠陽, Hakka : Fui Yong), est le dialecte chinois principal dans l’état de Sabah. Selon un recensement en 1991, 113 000 habitants de Sabah étaient d’origine Hakka, soit beaucoup plus que ceux d’origine cantonaise (28 000 personnes). Sabah est donc le seul état malaisien où le Hakka est le dialecte principal parmi les Sino-Malaisiens.
Dans d’autres régions de Malaisie, on trouve beaucoup de Hakka, par exemple à Miri au Sarawak (sur l’île de Bornéo) et dans les villes principales de la Malaisie péninsulaire. Cependant, la plupart  d’entre eux ne parlent pas le hakka à cause de l’influence plus forte de hokkien et de cantonais en Malaisie péninsulaire. Les variantes de hakka parlées en Malaisie à part Sabah sont les variantes Ho Poh et Moiyan (Meixian).

### Cantonais
Les Sino-Malaisiens de la partie centrale de la Malaisie péninsulaire Kuala Lumpur, Petaling Jaya, Subang Jaya, Seremban, Ipoh et Kuantan parlent principalement le cantonais.
Le cantonais est aussi le dialecte principal de Sandakan au Sabah. Le seul district à être majoritairement dominé par le cantonais au Johor est Mersing.
Beaucoup de Sino-Malaisiens des autres sous-groupes dialectaux arrivent à comprendre et/ou parler le cantonais à niveaux variés dû à l’influence de films et d’émissions de télévision en provenance de Hong Kong. La ressemblance du cantonais avec le hakka facilite ainsi la maîtrise du cantonais par les Hakkas.

### Mandarin
Les Sino-Malaisiens du sud de la Malaisie péninsulaire, particulièrement au Johor, parlent principalement le mandarin. C'est la conséquence de la proximité de Singapour, dont les médias en mandarin, notamment la télévision à accès libre, peuvent être facilement captés à Johor (et certaines parties de Malacca).
Beaucoup de Sino-Malaisiens recevant une éducation chinoise préfèrent parler le mandarin avec leurs enfants car ils considèrent celui-ci comme plus important et plus utile que leur propre dialecte chinois. Il est ainsi apparu une communauté de jeunes Sino-Malaisiens parlant couramment le mandarin, mais incapables de parler leur dialecte chinois maternel : ils le comprennent mais ne le parlent pas, ou préfèrent de ne pas le parler en dehors de la famille.
Contrairement à Singapour qui n’a qu’une seule langue d’enseignement (l’anglais), toutes les familles sino-malaisiennes n’envoient pas leurs enfants dans les écoles chinoises : il existe donc également des Sino-Malaisiens recevant une éducation en malais ou en anglais et ne sachant pas parler mandarin. De plus, la génération plus âgée est à l’aise pour parler les autres dialectes. Bien que le malais soit la seule langue officielle en Malaisie, il est extrêmement rare de trouver des Sino-Malaisiens ayant le malais comme la langue maternelle (le malais est souvent leur deuxième ou troisième langue), car ils préfèrent garder leur identité chinoise dont fait partie le dialecte chinois.

## Éducation
L’instruction publique en Malaisie est gratuite. Il existe deux types d’écoles pour l’enseignement primaire et secondaire en Malaisie: Écoles nationales (où la langue d’enseignement et la langue nationale, le malais) et écoles type-nationales (où la langue d’enseignement est le chinois mandarin ou le tamoul). Dans toutes les écoles, le malais est une matière obligatoire et l’anglais est enseigné comme deuxième langue. Les Sino-Malaisiens ont le choix d’aller dans une école nationale ou dans une école type-nationale.
Dans les universités publiques, le baccalauréat (dans le système universitaire anglo-saxon) est enseigné en malais tandis que le cycle postgraduate est effectué en anglais. L’anglais est la langue d’enseignement principale pour la plupart des enseignements supérieurs privés.
Environ 90 % de Sino-Malaisiens vont en école primaire chinoise, tandis qu’un pourcentage faible de 10 % vont en école primaire malaise. Cette séparation des élèves en école depuis tout petit selon la langue parlée est perçue comme une entrave à l’intégration nationale,. Toutefois, pour l’enseignement secondaire, plus de 95 % de Sino-Malaisiens passent en école malaise. La logique derrière ce phénomène est parce que les écoles secondaires malaises sont gratuites, contrairement aux écoles secondaires chinoises, qui sont payantes. 
Le passage d’école primaire chinoise à une école secondaire malaise pour la plupart des Sino-Malaisiens n’est pas sans conséquence. Beaucoup d’étudiants abandonnent leurs études car ils sont incapables d'adapter au changement de langue d’enseignement. L’Association de Sino-Malaisiens (MCA) estime que 25 % d’étudiants sino-malaisiens abandonnent leurs études avant l’âge de 18 ans; le taux d’abandon annuel est de 100 000 étudiants environ et s’aggrave. Certains étudiants ayant abandonné deviennent des apprentis dans des ateliers, spécialisant ainsi dans certains travaux techniques comme la plomberie ou la réparation de moteurs. D’autres s’engagent aussi dans le commerce illicite, par exemple la vente de la contrefaçon de DVD, ou s'emploient auprès d'usuriers pour recouvrer des dettes.
Un grand nombre de Sino-Malaisiens scolarisés avant l’indépendance de la Malaisie ou peu après fréquentait des écoles anglaises, avant le passage aux écoles nationales malaises et écoles type-nationales dans les années 1970.
Entre 2003 et 2011, le gouvernement malaisien a mis en place une politique expérimentale concernant l’utilisation de l’anglais comme langue d’enseignement pour les sciences et les mathématiques dans toutes les écoles publiques. Son application, mise en place en moins d’une année après sa proposition s’est révélée difficile au début. Seulement 8 % des enseignants étaient capables de donner des cours entièrement en anglais tandis que les autres continuaient à utiliser le malais, le mandarin ou le tamoul selon les écoles, par manque d’effectifs. En mars 2009, 5 000 Malais sont descendus dans les rues pour manifester contre cette politique qui s’avérait très défavorable pour les étudiants dans les régions rurales (qui ont généralement un niveau d’anglais moins élevé que ceux qui habitent en ville). Certains Sino-Malaisiens voient aussi cette politique comme une menace pour les écoles chinoises. Quelques mois plus tard, le ministre d’éducation a annoncé la réintroduction du malais, du chinois et du tamoul dans l’enseignement des sciences et des mathématiques à partir de 2012.

## Système des noms sino-malaisiens
Non-Mandarin
Avant l'essor de popularité du mandarin, plus tard au cours du XXe siècle, les Sino-Malaisiens romanisaient leurs noms selon la prononciation de leur nom chinois dans leur dialecte respectif. Par exemple : Homme : Yap Ah Loy 葉亞來 (Hakka).
Mandarin
La génération plus jeune a tendance à conserver le dialecte original de leur nom en utilisant la prononciation et la romanisation mandarines pour leur prénom. Par exemple : Homme : Chan Yung Choong 陈永聪 (nom : cantonais ; prénom : mandarin).
Dans les années récentes, la romanisation selon le système pinyin est devenu un usage très courant. Par exemple : Femme : Wee Xiao Wen 黄小雯 (nom : hokkien/hokchiu ; prénom : mandarin, selon le système de romanisation pinyin).
Anglais
Certains Sino-Malaisiens adoptent un surnom anglais, plus facile à prononcer pour les Occidentaux. Par exemple : Yeoh Choo Kheng 楊紫瓊, Michelle, plus connue sous le nom de Michelle Yeoh.
Arabe
Ceux s'étant convertis à l’Islam prennent normalement un nom arabe en plus de leur nom chinois. Par exemple : Tan Yew Leong, Abdullah plus connu comme Abdullah Tan.

## Religion
Une majorité de Sino-Malaisiens sont de confession bouddhiste ou taoïste. Une religion chinoise syncrétique, intégrant les éléments du bouddhisme, du taoïsme, du confucianisme et du traditionnel culte des ancêtres est généralement pratiquée, avec des variations individuelles. Environ 9,6 % des Sino-Malaisiens sont chrétiens (protestant, catholique romain et d’autres branches comme  évangélique et charismatiques). 0,7 % de Sino-Malaisiens sont de confession musulmane.

## Intermariage
Les Sino-Malaisiens gardent une identité communautaire très distincte et pratiquent donc rarement les intermariages avec les Malais musulmans locaux pour des raisons religieuse et culturelles. La plupart des Sino-Malaisiens considèrent le fait d’être « chinois » comme une identité ethnique, culturelle et politique, et ne s'assimile donc pas avec les Malais afin de préserver cette identité.
Toutefois, il existe de nombreux Sino-Malaisiens qui se sont mariés avec des Indo-Malaisiens, étant principalement de confession hindoue. Les enfants issus de ces mariages sont appelés des Chindians, un mot-valise des mots anglais Chinese (Chinois) et Indian (Indian). Les Chindians pratiquent généralement l’anglais comme langue maternelle.
Dans les états de Sabah et Sarawak, les Malaisiens nés d’un parent Sino-Malaisien et d’un parent indigène (ici les indigènes font référence aux peuples indigènes de ces états, par exemple, Iban et Melanau au Sarawak et Kadazan et Murut au Sabah) portent un Sino devant cette ethnie indigène (par exemple: Sino-Iban, Sino-Kadazan). Selon l’éducation, ils pratiquent soit la coutume indigène soit la coutume chinoise. Une minorité ne pratique aucune des deux, préférant rester neutre en parlant seulement l’anglais et/ou le malais à la maison.

## Cuisine
Habitant dans un pays multiculturel, les Sino-Malaisiens consomment des plats de toutes origines: chinois, indien, malais et occidental. On trouve des Sino-Malaisiens végétariens, car ils sont des bouddhistes pratiquants, tandis que les autres ne consomment pas le bœuf : ceux-là vénèrent la déesse Guan Yin. La cuisine sino-malaise présente des similarités et des différences avec la cuisine chinoise de Chine même.

### Chine
La cuisine sino-malaisienne ressemble à la cuisine de Chine du sud, qui comprend les cuisines fujian, cantonaise et hakka. Ce phénomène s'explique par le fait que la plupart des Sino-Malaisiens aient des origines de cette région.

### Cuisine locale
Il existe également des particularités locales comme le Loh Mee. Les influences de la cuisine malaise, plus épicée, se retrouvent dans des inventions locales comme le Mee Kari (nouilles au curry), l’Ayam Kari (poulet au curry) et la Chilli Crab (crabe au piment). On constate aussi l’influence de la cuisine Peranakan dans des plats comme le Laksa et le Mee Siam.

## Culture
La culture des Sino-Malaisiens présente quelques différences avec celle de Chine. Certaines fêtes traditionnelles célébrées par la communauté sino-malaisienne en Malaisie ne sont plus célébrées en Chine depuis la révolution culturelle. Ceci est particulièrement vrai pour des rites et des rituels régionaux, qui se pratiquent toujours par les Sino-Malaisiens descendants de paysans chinois immigrés. Certains ont attribué cette pratique semblable à "un petit désert culturel tel qu’il était en Chine il y a 80 ans".